# Niemen (album 1973)
Niemen vol. 1 i Niemen vol. 2 – albumy Czesława Niemena wydane jesienią 1973 roku, ponad rok od zarejestrowania ich w studiu Polskich Nagrań (sesja nagraniowa odbyła się w lipcu 1972). Od samego początku dostępne były jako dwa, niezależne względem siebie wydawnictwa, w oddzielnych obwolutach. Dopiero reedycja z listopada 2016 roku obejmowała obie płyty w rozkładanej okładce typu gatefold.

## Utwory
- Niemen vol. 1

1. „Requiem dla Van Gogha” – 17:41 (sł. H. Nadolski)
2. „Sariusz” – 3:05 (sł. C.K. Norwid)
3. „Inicjały” – 12:53

- Niemen vol. 2

1. „Marionetki” – 4:10 (sł. C.K. Norwid)
2. „Piosenka dla zmarłej” – 13:54 (sł. J. Iwaszkiewicz)
3. „Z pierwszych ważniejszych odkryć” – 9:16 (sł. L.A. Moczulski)
4. „Ptaszek” – 0:55 (sł. M. Pawlikowska-Jasnorzewska)
5. „Com uczynił” – 7:39 (sł. B. Leśmian)

## Skład zespołu
- Czesław Niemen – śpiew, organy Hammonda, fortepian
- Józef Skrzek – gitara basowa, organy Hammonda, fortepian, skrzypce, harmonijka ustna, śpiew
- Apostolis Anthimos – gitara
- Jerzy Piotrowski – perkusja
- Helmut Nadolski – kontrabas, talerze
- Andrzej Przybielski – trąbka